# Красногорское (Калининградская область)
Красногорское (до 1938 — Нибуджен (нем. Niebudszen), до 1946 — Херцогскирх (нем. Herzogskirch)) — посёлок в Гусевском городском округе Калининградской области. Входит в состав Кубановского сельского поселения.

## Население
| 1910 | 1933 | 1939 | 2002 | 2010 |
| ---- | ---- | ---- | ---- | ---- |
| 329  | ↘305 | ↘291 | ↗363 | ↘331 |

Численность населения — 331 человек (2010 год).

## Объекты культурного наследия
Регионального значения:
- Кирха 1691-1700 года

Местного значения:
- Братская могила советских воинов, погибших в январе 1945 года;
- Памятник погибшим в годы Первой мировой войны.